# Itaboraí
Itaboraí là một đô thị thuộc bang Rio de Janeiro, Brasil. Đô thị này có diện tích 424,219 km², dân số năm 2007 là 210000 người, mật độ 520,9 người/km².